# Evgeni Yanchovski
Evgeni Yanchovski   (Sofia, 5 de setembre de 1939) fou un futbolista búlgar de la dècada de 1960.
Fou 16 cops internacional amb la selecció búlgara amb la qual participà a la Copa del Món de Futbol de 1966. A més guanyà la medalla d'argent als Jocs Olímpics d'Estiu de 1968.
Pel que fa a clubs, defensà els colors de PFC Beroe Stara Zagora.
Trajectòria com a entrenador:
- 1979–1982 Chirpan
- 1982–1984 Sliven
- 1984–1985 Haskovo
- 1985–1987 Beroe
- 1987–1988 Spartak Varna
- 1988–1989 Chernomorets Burgas
- 1989–1990 Alki Larnaca
- 1991–1992 Rozova Dolina
- 1992–1993 Beroe Stara Zagora